# Albert Van Wolput
Albert Van Wolput, dit Albert Bosman, né à La Madeleine le 24 mai 1889 et mort à Lille le 7 avril 1972, est un militant socialiste et résistant français.

## Biographie
Albert Van Wolput adhère en 1909 à la Section française de l'Internationale ouvrière (SFIO). Il est par la suite membre du bureau de la section socialiste de Lille.
Résistant, il participe en octobre 1940 à la parution du journal clandestin L'Homme libre, aux côtés de Jean-Baptiste Lebas. Il est membre du Parti socialiste clandestin, du mouvement Libération-Nord, du réseau Brutus et de Voix du Nord. Il rejoint ensuite Londres, puis Alger où il siège à l'Assemblée consultative provisoire sous le pseudonyme Albert Bosman.
Sa femme Louise Schittecatte est également résistante.
Toujours militant socialiste, Albert Van Wolput est élu en 1945 conseiller municipal et adjoint au maire de Lille, puis conseiller général en 1957.
Il reçut le 24 avril 1946 la médaille de la Résistance française avec rosette.